# Río Bueno
Río Bueno è un comune del Cile della provincia di Ranco nella Regione di Los Ríos. Al censimento del 2002 possedeva una popolazione di 32.627 abitanti.

## Società

### Evoluzione demografica
| Censimento del 1992 | Censimento del 2002 |
| 32.981 ab.          | 32.627 ab.          |